# Sompasenoja
Sompasenoja is een beek, die stroomt in de Zweedse  provincie Norrbottens län. De Sompasenoja ontstaat als vier bergkreken samenstromen ten noorden van het moeras Sompasenvuomo en de heuvel Sompasenvaara. De beek is ongeveer 1 kilometer lang. Zij stroomt uit in de Tornio rivier.